# コマルカ・ダ・テーラ・チャ
コマルカ・ダ・テーラ・チャ（Comarca da Terra Chá）はスペインガリシア州ルーゴ県のコマルカで、同県の北西部に位置する。
アバディン、ベゴンテ、カストロ・デ・レイ、コスペイト、ギティリス、ムーラス、ア・パストリーサ、ビラルバ、シェルマーデの9自治体によって構成される。
隣接するコマルカは、北がコマルカ・ダ・マリーニャ・オクシデンタル、コマルカ・ダ・マリーニャ・セントラル、東がコマルカ・デ・メイラ、南がコマルカ・デ・ルーゴ、西がコマルカ・ダ・テーラ・デ・メリーデ、コマルカ・デ・ベタンソス、コマルカ・ド・エウメである。
面積は1,822.7km²で、ガリシア州のコマルカでは一番広い。2010年の人口は44,642人（2007年：45,939人）。コマルカの中心地区は自治体ビラルバのビラルバ教区のビラルバ地区。
特徴的な形状で「人気がある」とされるサン・シモン・ダ・コスタというチーズが製造されている。

## 地理
| コマルカ・ダ・テーラ・チャの構成自治体（2010年）       |            |             |                    |
| 自治体                                                 | 人口（人） | 面積（km²） | 人口密度（人/km²） |
| アバディン                                             | 2,858      | 196.0       | 14.6               |
| ベゴンテ                                               | 3,413      | 126.8       | 26.9               |
| カストロ・デ・レイ                                     | 5,566      | 177.0       | 31.4               |
| コスペイト                                             | 5,170      | 144.8       | 35.7               |
| ギティリス                                             | 5,821      | 293.7       | 19.8               |
| ムーラス                                               | 787        | 163.8       | 4.8                |
| ア・パストリーサ                                       | 3,496      | 175.0       | 20.0               |
| ビラルバ                                               | 15,327     | 379.0       | 40.4               |
| シェルマーデ                                           | 2,204      | 166.6       | 13.2               |
| 計                                                     | 44,642     | 1,822.7     | 24.5               |
| 出典: INE（スペイン国立統計局）、IGE（ガリシア統計局） |            |             |                    |